# Bekenntnisse eines möblierten Herrn
Bekenntnisse eines möblierten Herrn ist ein deutscher Spielfilm aus dem Jahre 1963. Unter der Regie von Franz Peter Wirth spielt Karl-Michael Vogler die Hauptrolle eines charmanten Frauenhelden.

## Handlung
Ein paar Gebrauchsgegenstände, seine Kleidung und eine Ente – sehr viel mehr besitzt der Münchner Grafiker Lukas nicht. Er ist ein smarter Charmeur und hoffnungsloser Womanizer, ein Lebenskünstler ohne festen Wohnsitz und Willen zur festen Bindung. Lukas hält es nie lange an ein und demselben Ort aus, und so reist er von Wohnung zu Wohnung, immer als Untermieter einer möblierten Bleibe. Dort gibt er sich vorzugsweise ganz seinen amourösen Abenteuern hin. Beim weiblichen Geschlecht ist der notorisch Bindungsunwillige sehr beliebt. So kreuzen sich, zwischen Bett und Badewanne, seine Wege mit den Damen unterschiedlichster Herkunft – von der Kleinbürgerin über die Upper-Class-Lady bis hin zur Hochadeligen. Die Verwandtschaft der einen oder anderen „Verführten“ sieht Lukas’ Treiben bisweilen mit großem Missbehagen.
Lukas’ Reigen rund um das ewig Weibliche beginnt mit dem Ende seiner Kurzzeitbeziehung zu Ingrid, und wie in der Folgezeit müssen seine (männlichen) Freunde wieder einmal das Ihre tun, um den gutaussehenden Junggesellen davor zu bewahren, „aus Versehen“ in den Hafen der Ehe einzulaufen. Nach vielen Affären begegnet Lukas schließlich eines Tages einer jungen Frau, die ganz offensichtlich ebenso ungebunden und freigeistig eingestellt ist wie er, und erstmals beginnt er wirkliches Interesse an einer Bettgefährtin zu entwickeln. Doch Daniela dreht den Spieß um und lässt ihn zappeln.

## Produktionsnotizen
Bekenntnisse eines möblierten Herrn basiert auf dem drei Jahre zuvor veröffentlichten, gleichnamigen Roman von Oliver Hassencamp. Der 1962 gedrehte Film wurde am 4. Januar 1963 in Hannover uraufgeführt.
Die Filmbauten stammen von Rolf Zehetbauer und Herbert Strabel, die Kostüme entwarf Ilse Dubois.
Hauptdarsteller Vogler gewann für seine Darstellung den Preis der deutschen Filmkritik.

## Kritiken
Der Spiegel schrieb: „Die Inszenierung von Franz Peter Wirth („Helden“) ist, am deutschen Unterhaltungsfilm-Niveau gemessen, angenehm leicht, ohne seicht zu sein. Hinter dem Vorbild („Liebesspiele“) des Franzosen Philippe de Broca bleibt der Film aber vor allem wegen geringerer Abneigung gegen Klischees zurück.“
In Filmkritik ist von kub zu lesen: „Amouröse Abenteuer, wie man sie anderen im Café erzählt oder vorspinnt – nicht mehr; aber wann ist zuletzt einem deutschen Film dergleichen geglückt? Dazu eine Fülle unaufdringlicher Gags, ironische Musikakzente, erfreulich konkrete Typen, mit der linken Hand karikiert. Dialoge und Gesten brechen im Unsicheren ab; ein Meister darin ist Karl-Michael Vogler, ein bißchen Cary Grant, ein bißchen Jack Lemmon. Manchmal scheint indes das Vorbild „Ein Pyjama für zwei“ etwas zu deutlich durch.“
Das Handbuch VII der Katholischen Filmkritik bemängelte durchgehend mangelnde Moral. Dort heißt es: „Mißlungener Versuch einer Gesellschaftssatire, deren moralische Standpunktlosigkeit in der selbstverständlichen Billigung sexuellen Auslebens vor der Ehe und der Verharmlosung des Ehebruchs gipfelt.“
Zu einem ähnlichen Ergebnis gelangte der Evangelische Film-Beobachter: „Deutlich auf erotische Erwartungen abgerichtet und von verantwortungsloser Lebenssicht. Abzulehnen.“